# Brownlowia grandistipulata
Brownlowia grandistipulata är en malvaväxtart som beskrevs av André Joseph Guillaume Henri Kostermans. Brownlowia grandistipulata ingår i släktet Brownlowia och familjen malvaväxter. Inga underarter finns listade i Catalogue of Life.